# Liste der Monuments historiques in Mazeley
Die Liste der Monuments historiques in Mazeley führt die Monuments historiques in der französischen Gemeinde Mazeley auf.

## Liste der Objekte
| Bezeichnung                 | Beschreibung                | Standort                        | Kennzeichnung | Schutzstatus | Datum | Bild |
| --------------------------- | --------------------------- | ------------------------------- | ------------- | ------------ | ----- | ---- |
| Gemälde Pfingstwunder       | Ölfarbe auf Leinwand        | in der Kirche St-Nicolas (Lage) | PM88001594    | Classé       | 1988  |      |
| Gemälde Anbetung der Könige | Ölfarbe auf Leinwand        | in der Kirche St-Nicolas (Lage) | PM88001593    | Inscrit      | 1988  |      |
| Orgel                       | Haupteintrag für PM88001145 | in der Kirche St-Nicolas (Lage) | PM88001144    | Inscrit      | 1989  |      |
| Instrumentalteil der Orgel  | 1862 gebaut                 | in der Kirche St-Nicolas (Lage) | PM88001145    | Inscrit      | 1989  |      |
| Gemälde Auferstehung        | Ölfarbe auf Leinwand        | in der Kirche St-Nicolas (Lage) | PM88001595    | Inscrit      | 1988  |      |